# ゆらふるべ
『ゆらふるべ』は2002年6月号・8月号、2003年3月号・4月号、2003年12月号～2005年1月号まで、漫画原作者：河村塔と漫画家：坂本あきらにより、『月刊Gファンタジー』（スクウェア・エニックス）に、連載（内4本は読み切り作品として掲載）された。全16話。単行本は全3巻。翻訳版として韓国語版・台湾版の単行本も刊行されている。

## 単行本
1. 2003年6月27日初版 ISBN 4757509472
2. 2004年8月27日初版 ISBN 4757512384
3. 2005年4月27日初版 ISBN 475751400X

## 電子書籍
- ガンスマ情報局（配信元サイト）